# Matej Beňuš
Matej Beňuš (Bratislava, 2 novembre 1987) è un canoista slovacco, specializzato nella disciplina dello slalom, vincitore della medaglia d'argento ai Giochi olimpici estivi di Rio de Janeiro 2016 e di quella di bronzo a quelli di Parigi 2024 nel C1.

## Palmarès
- Giochi olimpici

Rio de Janeiro 2016: argento nel C1.
Parigi 2024: bronzo nel C1.
- Mondiali

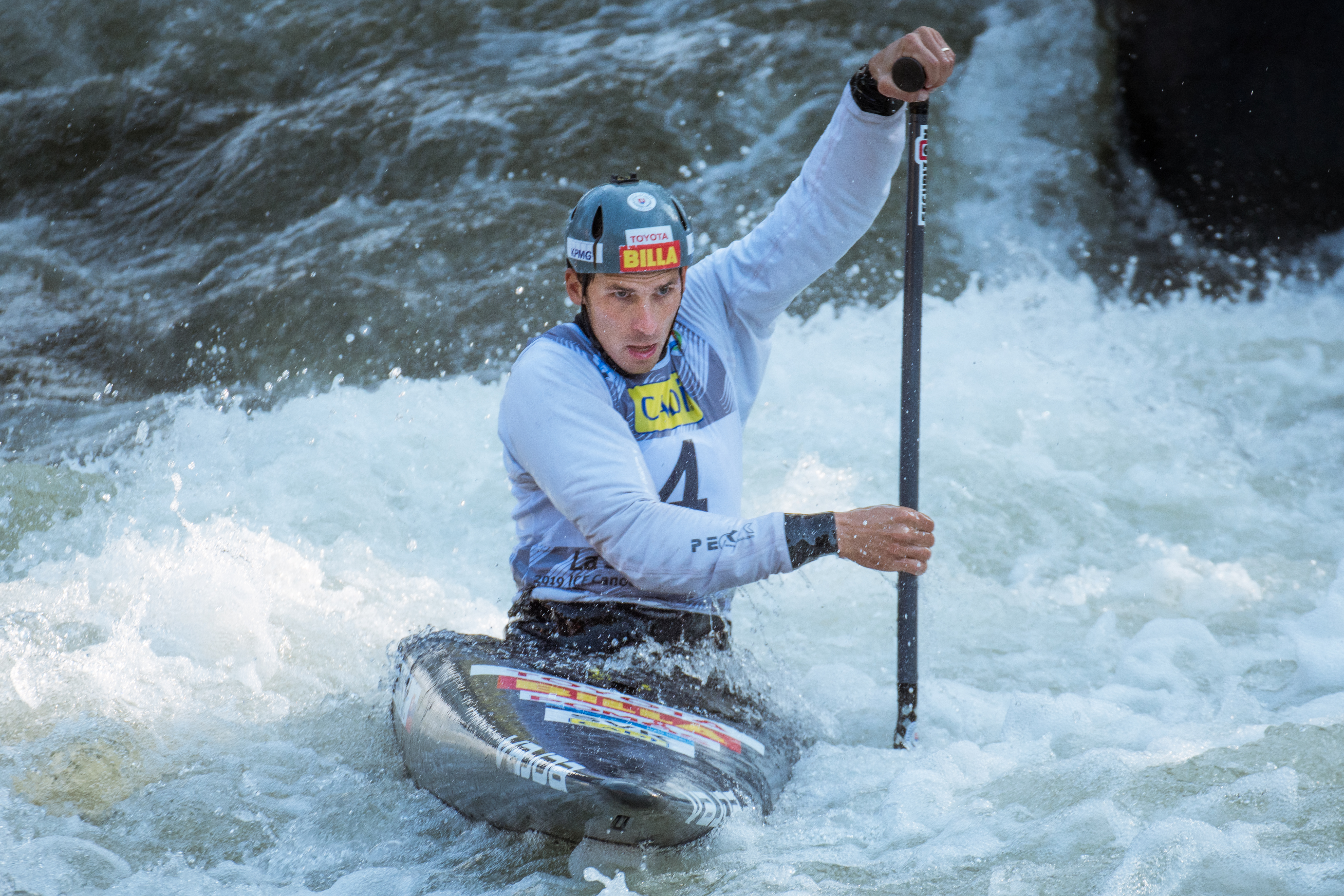
Matej Beňuš (2019)

La Seu d'Urgell 2009: oro nel C1 a squadre.
Tacen 2010: oro nel C1 a squadre.
Bratislava 2011: oro nel C1 a squadre e bronzo nel C1.
Praga 2013: oro nel C1 a squadre.
Deep Creek Lake 2014: oro nel C1 a squadre.
Londra 2015: oro nel C1 a squadre.
Pau 2017: oro nel C1 a squadre.
Rio de Janeiro 2018: oro nel C1 a squadre.
La Seu d'Urgell 2019: oro nel C1 a squadre.
Bratislava 2021: bronzo nel C1 a squadre.
Augusta 2022: argento nel C1 a squadre.
- Giochi europei

Cracovia 2023: argento nel C1 a squadre;
- Europei

Liptovsky Mikulas 2007: oro nel C1 a squadre.
Cracovia 2008: oro nel C1 a squadre.
Bratislava 2010: oro nel C1 a squadre e argento nel C1.
Augsburg 2012: oro nel C1 a squadre.
Cracovia 2013: oro nel C1 a squadre e bronzo nel C1.
Markkleeberg 2015: oro nel C1 a squadre e bronzo nel C1.
Liptovsky Mikulas 2016: oro nel C1 a squadre.
Ivrea 2021: oro nel C1 a squadre;
Tacen 2024: bronzo nel C1 a squadre;